# Kafr El-Zayat
Kafr El-Zayat (in arabo كفر الزيات‎?) è una città nel Governatorato di Gharbiyya in Egitto. L'antico nome della città era Gerisan (in arabo جريسان‎?).

## Geografia
La città si trova a circa 97 km a nord ovest della città di Cairo e a 94 km a sud est di Alessandria d'Egitto. Sorge lungo la sponda destra del fiume Nilo.

## Infrastrutture e trasporti
Kafr El-Zayat è collegata e raggiungibile attraverso l'Autostrada Cairo-Alessandria. Inoltre fu una delle prime città ad essere collegata attraverso la ferrovia nel 1854.